# Trevor Moore
Trevor Paul Moore, född 4 april 1980 i Montclair, New Jersey, död 6 augusti 2021 i Los Angeles, Kalifornien, var en amerikansk komiker, skådespelare, kompositör, skämttecknare, författare och regissör känd främst för den New York-baserade komedigruppen Whitest Kids U' Know. Moores andra projekt omfattar The Trevor Moore Show, Uncle Morty's Dub Shack och Miss March.

## Liv och karriär
År 1996 visades en show som döpts till The Trevor Moore Show på Charlottesville Public Access TV i Charlottesville, Virginia. Showen blev populär bland collegestudenterna. Under 1998 fick Moore erbjudandet att producera nya avsnitt av The Trevor Moore Show för WADA-TV. Showen varade bara sexton avsnitt innan motreaktioner till sketcher som "I Wonder Who Died Today?" (en parodi på nyhetssändningar från det lokala äldreboendet) resulterade i att showen omedelbart fick upphöra.